# Macroglossum perplexum
Macroglossum perplexum là một loài bướm đêm thuộc họ Sphingidae. Loài này có ở Sulawesi.